# 알리에주의 아롱디스망
알리에주의 아롱디스망에는 총 3개가 있다.
- 몽뤼송 아롱디스망 (준주도 : 몽뤼송)은 12개의 캉통과 106개의 코뮌이 속해 있다.
- 물랭 아롱디스망 (알리에 주의 주도 : 물랭)은 12개의 캉통과 111개의 코뮌이 속해 있다.
- 비시 아롱디스망 (준주도 : 비시)은 11개의 캉통과 103개의 코뮌이 속해 있다.

## 역사
- 1790년 : 세릴리, 쿠세, 강나, 르동종, 몽뤼송, 몽마로, 물랭 등 7개의 디스트리크와 함께 앵 주가 생성됨
- 1800년 : 물랭, 강나, 라팔리스, 몽뤼송 아롱디스망 설치
- 1926년 : 강나 아롱디스망 폐지
- 1942년 : 라팔리스 아롱디스망의 준주도를 라팔리스에서 비시로 대체